# Desa Jatimekar (administrativ by i Indonesien, lat -6,52, long 107,40)
Desa Jatimekar är en administrativ by i Indonesien.   Den ligger i provinsen Jawa Barat, i den västra delen av landet, 70 km sydost om huvudstaden Jakarta. Desa Jatimekar ligger vid sjön Waduk Jatiluhur.